# Station Montmédy-Ville
Station Montmédy-Ville is een voormalig spoorwegstation in de Franse gemeente Montmédy. Het station was in gebruik tussen 1889 en 1948.
Het station was het eindpunt van de meterspoorlijn via Vaux-devant-Damloup naar Verdun en was tijdens de Eerste Wereldoorlog, met name tijdens de Slag om Verdun, een aanvoerlijn voor het Deutsches Heer, dat het station in gebruik had genomen onder de naam Bahnhof Montmédy-Süd. Aangezien de lijn een afwijkende spoorwijdte had werd materieel van de Harzer Schmalspurbahnen ingezet op de lijn.

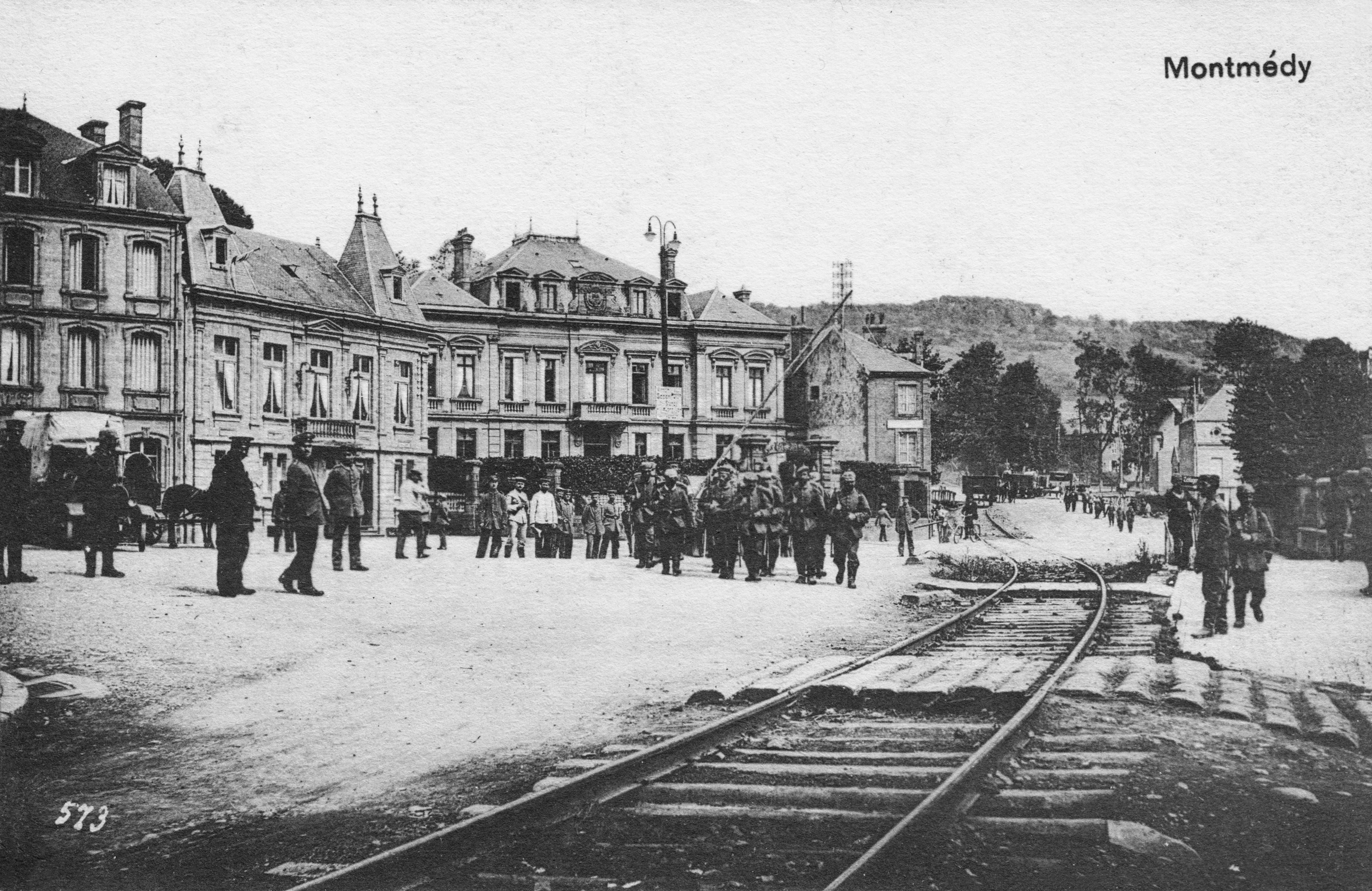
Verbindingslijn tussen de stations Montmédy en Montmédy-Süd door het centrum van de benedenstad onder de Duitse bezetting tijdens de Eerste Wereldoorlog.

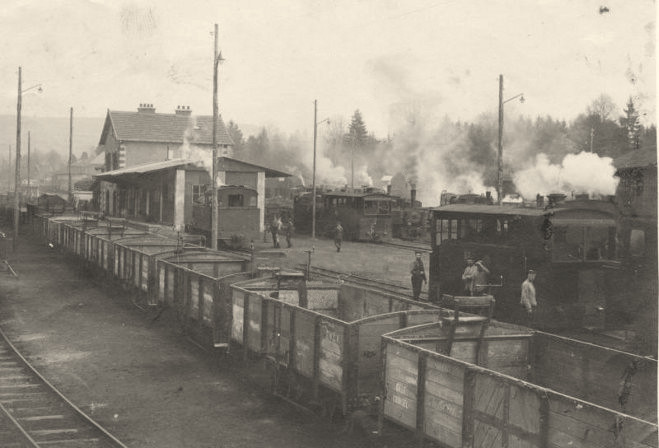
Bahnhof Montmédy-Süd in 1916